# منتخب مولدافيا لكرة قدم الصالات
منتخب مولدوفا لكرة قدم الصالات هو ممثل مولدوفا الرسمي في المنافسات الدولية في كرة الصالات
.